# 愛達荷州默里迪恩聖殿
愛達荷默里迪恩聖殿（Meridian Idaho Temple）是愛達荷州默里迪恩的耶穌基督後期聖徒教會的一座聖殿。教會總會會長多馬·孟蓀於2011年4月4日在教會的半年一次的總會大會中宣布了建造聖殿的意圖。

## 聖殿歷史
愛達荷默里迪恩聖殿是愛達荷州的第五座聖殿，也是在教會的第181屆年度總會大會的周六晨間大會中宣布的，該聖殿位於愛達荷州的第三大城市默里迪恩，位於首付博伊西以西約11英里（18公里）處。 教會自1855年以來在愛達荷州建立，該教會居住著410,000多名成員。2011年12月19日，教會宣布將在North Linder Road 7345號建造爱达荷默里迪恩聖殿。該位置位於North Linder Road與Chinden Boulevard交匯處以北數個街區。
教會十二使徒定額組的大衛·貝納長老（David A. Bednar）於2014年8月23日主持了聖殿的奠基儀式。 2017年10月21日至11月11日，聖殿舉行了公眾開放日。 該聖殿由教會當時總會會長團第一諮理迪特·鄔希鐸會長（Dieter F. Uchtdorf）於2017年11月19日奉獻。
聖殿的設計採用了超出規範要求的抗震標準，包括外牆。覆層與鋼架相連，因此它通過搖擺運動釋放能量，並在發生地震時起到緩衝作用。 聖殿內部包括從埃及，義大利和西班牙採掘的大理石。 聖殿的細節包括路易斯山梅花（愛達荷州的州花）以及羊毛地毯和彩色玻璃中的金色，藍色和綠色，反映了愛達荷州的豐收與自然。
像教會的所有其他聖殿一樣，在2020年，因冠狀病毒大流行而關門了愛達荷默里迪恩聖殿。 